# Aleš Čeh
Pour les articles homonymes, voir Ceh.
Ales Čeh (né le 7 avril 1968 à Maribor) est un footballeur international et un entraîneur slovène de football. Il a disputé avec la Slovénie l'Euro 2000 et la Coupe du monde 2002.
Depuis janvier 2018, il est  sélectionneur de l'équipe de Slovénie des moins de 19 ans.